# TI-86

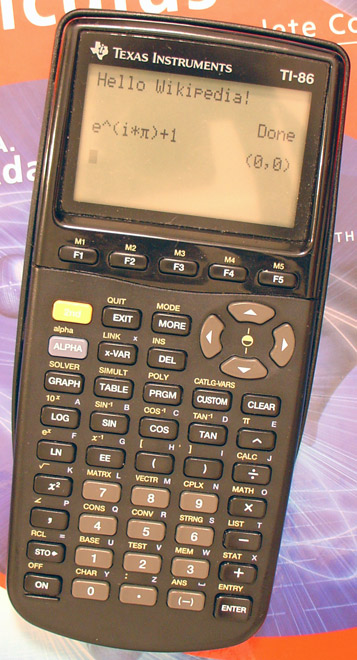
TI-86

TI-86 は1997年、テキサス・インスツルメンツが開発しリリースしたプログラム可能なグラフ表示電卓である。Z80マイクロプロセッサを使用している。従来機種TI-85との部分的互換性を保っている。
TI-83の上位に位置する。TI-83よりも画面が大きく、小文字やギリシア文字が入力でき、5つのソフトキーがあってメニュー操作が改善されており、小数・分数変換などのよく使う操作に素早くアクセスできる。他にも幾何ベクトル、行列、複素数の扱いがTI-83よりも改善されている。
しかし欠点として、TI-83 にはデフォルトで備わっていた統計計算パッケージが TI-86 にはない。もっとも、テキサス・インスツルメンツのプログラムアーカイブからダウンロード可能であり、リンクケーブル経由で電卓本体にインストールできる。
TI-86 は既に販売終了している。1997年以降、TI-83 Plus、現在の TI-84 Plus シリーズへと繋がっていく。

## 仕様
- CPU: Z80 6 MHz
- RAM: 128 KB、96 KB をユーザーが利用可能
- ROM: 256 KB アップグレード不可
- ディスプレイ: 128×64 ピクセル、高コントラスト・モノクロLCD
- データ通信: シリアルリンクポート。TI-86 同士を接続したり、PCと接続したりできる。専用リンクケーブルを使用。
- プログラミング言語: TI-BASIC、Z80 アセンブリ言語（ASM）